# Дора 2019.
Дора 2019. је била двадесето издање хрватске националне селекције Дора која је одабрала Хрватску за Песму Евровизије 2019. Такмичење се састојало од шеснаест радова који су се такмичили у финалу 16. фебруара 2019. године у Спортској дворани Марино Цветковић у Опатији, чији су домаћини били Мирко Фодор, Јелена Глишић и Ива Шулентић. Емисија се емитовала на ХРТ 1, као и путем стриминг сервиса ХРТи. Национално финале у Хрватској је пратило 543.912 гледалаца са уделом од 32%.

## Пријаве
ХРТ је 20. новембра 2018. отворио рок за пријаву у којем су уметници и композитори могли да предају своје радове емитеру до 10. јануара 2019. године. Пријављене песме су морале бити на енглеском, француском, италијанском или хрватском. Емитер је примио 162 уноса током периода за подношење. Седмочлана стручна комисија коју чине Ивана Врдољак Вана (певачица), Златко Туркаљ Турки (радио водитељ), Игор Гержина (продуцент Џез оркестра ХРТ-а), Анте Пецотић (композитор и продуцент), Антонија Шола (певачица, глумица и композитор), Златко Гал (музички критичар) и Жељен Клаштерка (шеф хрватске делегације) прегледали су пристигле радове и одабрали шеснаест извођача и песама за такмичење. ХРТ је 23. децембра 2019. објавио конкурентске радове, а међу певачима су били Неда Пармац која је представљала Босну 2005. и Хрватску 2010. као чланица Феминнема и Марко Шкугор из 4 Тенора који је представљао Хрватску 2013. као члан Клапе Мора. Редослед финала одредио је ХРТ и објавио га 4. фебруара 2019.
| Извођач                             | Песма                     |
| ----------------------------------- | ------------------------- |
| Бета Судар                          | "Don't Give Up"           |
| Бернарда                            | "I Believe in True Love"  |
| Бојан Јамброшић и Данијела Пинтарић | "Вријеме предаје"         |
| Доменика                            | "Индиго"                  |
| Елис Ловрић                         | "All I Really Want"       |
| Ема Гагро                           | "Redemption"              |
| Gelato Sisters                      | "Back to That Swing"      |
| Јелена Босанчић                     | "Tell Me"                 |
| Јуре Бркљача                        | "Не постојим кад ниси ту" |
| Ким Версон                          | "Нисам то што желе"       |
| Леа Мијатовић                       | "Теби припадам"           |
| Лидија Бачић                        | "Тек је почело"           |
| Лорена Бућан                        | "Tower of Babylon"        |
| Лука Нижетић                        | "Brutalero"               |
| Маннтра                             | "In the Shadows"          |
| Роко Блажевић                       | "The Dream"               |

## Финале
Финале је одржано 16. фебруара 2019. Победник „The Dream“ у извођењу Рока Блажевића одређен је комбинацијом 50/50 гласова десет регионалних жирија и јавног гласања. Поред извођења такмичарских песама, емисију су отворили Sudar Percussion и Франка Бателић, док су у паузи наступили Миа Неговетић, Вана и први победник Дечје песме Евровизије 2003. Дино Јелусић.
| Песма                     | Жири | Публика | Публика | Публика | Публика    | Коначан број бодова | Место |
| Песма                     | Жири | Телефон | СМС     | Укупно  | Број бодва | Коначан број бодова | Место |
| ------------------------- | ---- | ------- | ------- | ------- | ---------- | ------------------- | ----- |
| "Вријеме предаје"         | 0    | 1,410   | 775     | 2,185   | 6          | 6                   | 9     |
| "Tell Me"                 | 0    | 790     | 157     | 947     | 0          | 0                   | 14    |
| "Нисам то што желе"       | 0    | 210     | 133     | 343     | 0          | 0                   | 16    |
| "Не постојим кад ниси ту" | 2    | 1,328   | 841     | 2,169   | 5          | 7                   | 8     |
| "Don't Give Up"           | 4    | 1,250   | 565     | 1,815   | 2          | 6                   | 10    |
| "Теби припадам"           | 0    | 615     | 221     | 836     | 0          | 0                   | 15    |
| "Back to That Swing"      | 1    | 827     | 338     | 1,165   | 0          | 1                   | 12    |
| "Brutalero"               | 3    | 3,663   | 3,175   | 6,838   | 10         | 13                  | 3     |
| "All I Really Want"       | 8    | 831     | 381     | 1,194   | 0          | 8                   | 7     |
| "Indigo"                  | 0    | 817     | 577     | 1,394   | 0          | 0                   | 13    |
| "The Dream"               | 12   | 7,088   | 4,436   | 11,524  | 12         | 24                  | 1     |
| "Redemption"              | 7    | 1,063   | 907     | 1,970   | 4          | 11                  | 5     |
| "Тек је почело"           | 0    | 945     | 564     | 1,509   | 1          | 1                   | 11    |
| "Tower of Babylon"        | 10   | 3,538   | 2,047   | 5,585   | 8          | 18                  | 2     |
| "I Believe in True Love"  | 6    | 1,145   | 710     | 1,855   | 3          | 9                   | 6     |
| "In the Shadows"          | 5    | 2,183   | 1,738   | 3,921   | 7          | 12                  | 4     |

## Промоција
Роко је имао неколико наступа широм Европе како би посебно промовисао "The Dream" као хрватску песму за Евровизију. Роко је 21. априла наступио током манифестације Евровизија у Мадриду, која је одржана у Сала Ла Ривијера у Мадриду, а домаћини су били Тони Агилар и Џулија Варела. Роко је 24. априла наступио током у Градској кући Вегаса у Москви, а домаћини су били Алексеј Лебедев и Андрес Сафари.